# Aurora Picornell
Aurora Picornell Femenías (Palma, 1 de octubre de 1912 - Manacor, 5 de enero de 1937) fue una líder sindicalista y comunista española, costurera de profesión. Apodada La Pasionaria mallorquina, fue, durante la Segunda República, una de las dirigentes del Partido Comunista (PCE) en Mallorca más destacadas, trabajadora en labores de apoyo social y humanitario, así como escritora de múltiples publicaciones antifascistas. Tras el golpe de Estado de 1936, miembros del bando sublevado en Mallorca la apresaron y torturaron. Picornell fue fusilada a los 24 años junto a otras mujeres, conocidas como las Rojas del Molinar, la víspera del día de reyes de 1937.

## Biografía
En el verano de 1931 participó en la creación del «Sindicato de Sastrería y similares» en Baleares, del que fue su vicepresidenta en un comité de dirección paritario. A finales de ese verano empezó a militar en la Unión de Juventudes Comunistas de España (UJCE) y más tarde ingresó en el Partido Comunista de España (PCE), donde fue una de las principales dirigentes de la Federación Balear. Recorría las localidades denunciando, con nombres y apellidos, a quienes abusaban de los trabajadores. A los 16 años publicó su primer artículo en el diario comunista, Nuestra palabra, y a partir de ese momento fueron frecuentes sus artículos dentro de la prensa política y sindical de la época. Pasó un tiempo viviendo en Valencia, desde donde siguió escribiendo y mandando sus artículos con el pseudónimo de Amparo Pinós. Durante su estancia en Valencia se casó con Heriberto Quiñones, miembro de la Internacional Comunista. En 1934 participó en la implantación del Partido Comunista en la isla de Menorca y cooperó en la extensión de Socorro Rojo Internacional.
En octubre de 1935 fue encarcelada por distribuir la revista Nuestra Palabra (subtitulada Órgano de la Federación Balear del Partido Comunista de España (SE de la IC)) con un manifiesto subversivo; esta misma publicación recogió, el 31 de ese mismo mes, un artículo suyo titulado Desde la cárcel de Palma denunciando la situación de las mujeres encarceladas y sus condiciones de vida en la prisión de mujeres de Palma.

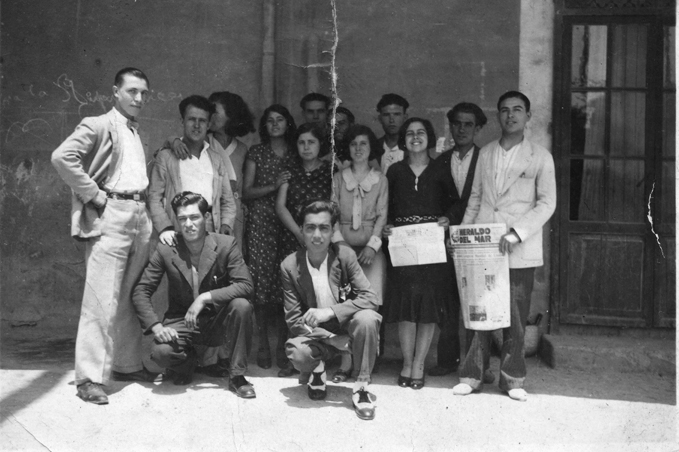
Aurora Picornell (tercera por la derecha)

Al estallar la Guerra civil española, Mallorca cayó en manos de los sublevados contra el régimen republicano. Aurora fue detenida en la Casa del Pueblo y encarcelada en la prisión de Can Sales. Se intentó negociar un canje de presos, pero fue sacada de la prisión la noche de Reyes por falangistas que la llevaron al convento de Montuiri, donde fue torturada. Fue asesinada esa misma noche junto a otras cuatro costureras: Catalina Flaquer Pascua, las hijas de esta, Antònia Pascual Flaquer y María Pascual Flaquer, así como Belarmina González Rodríguez. Todas ellas son conocidas en Mallorca como Roges des Molinar. También fueron asesinados, víctimas de la represión, su padre y sus dos hermanos; su marido, Heriberto Quiñones, fue fusilado durante la dictadura franquista. El conjunto de buena parte de sus artículos los recogió Josep Quetglas en un libro titulado Aurora Picornell. Escrits 1930-1936.
Se pensó durante décadas que fue asesinada y enterrada frente al cementerio de Porreras. Sin embargo, en octubre de 2022 se confirmó que uno de los restos encontrados en noviembre de 2021 —durante unos trabajos de exhumación de fosas comunes— en la fosa 3 del cementerio Son Coletes de Manacor pertenecen a Picornell. Fue encontrada con cinco indicios de disparos, tres en la cabeza. Además, se cree que fue violada y maltratada antes de su ejecución. No se descarta que los de otras cuatro mujeres que estaban juntos pertenezcan a los de las Roges des Molinar.

## Reconocimientos

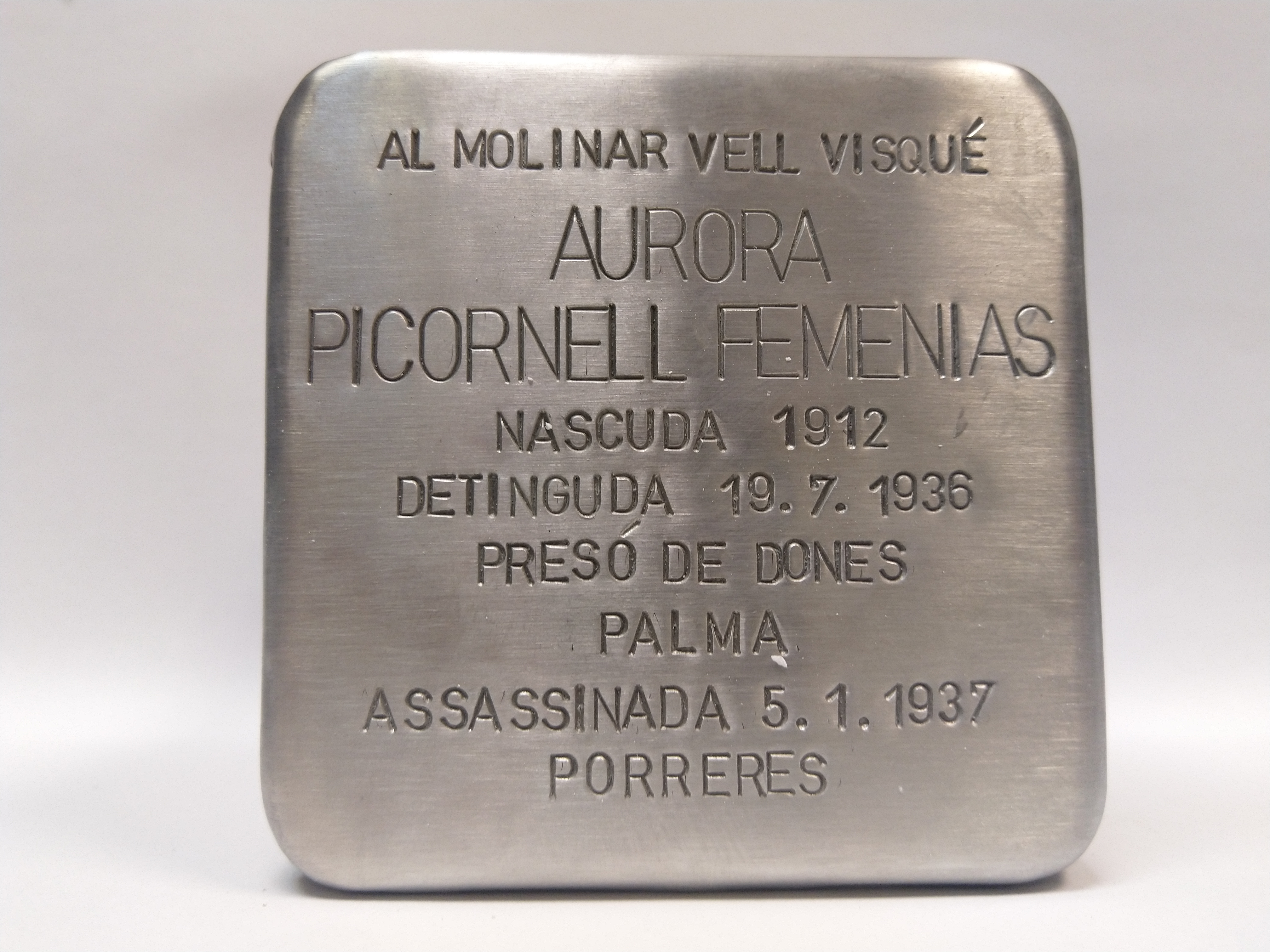
Piedra de la Memoria en recuerdo de Picornell

- El año 2017, cumpliéndose 80 años de su asesinato por los falangistas, fue nombrada por unanimidad Hija Predilecta de Mallorca.

- El 6 de marzo de 2018, se realizó en el edificio del Consejo Insular de Mallorca un acto de presentación del retrato al óleo de Aurora Picornell realizado por la artista Sandra de Jaume que estará situado en la sala de plenos del edificio.[11][12]

- En 2019 se inauguró la instalación de un busto de Aurora Picornell, en el Barrio del que era vecina, El Molinar, en Palma. El acto se ha enmarcado dentro de la iniciativa "Mallorca tiene nombre de mujer", impulsado por el Ayuntamiento de Palma de Mallorca y el Consejo Insular de Mallorca.[13][14]

- El 21 de octubre de 2022, el alcalde del Ayuntamiento de Palma de Mallorca anuncia que declarará a Aurora Picornell, Hija Predilecta de la ciudad. Una semana después la representante del Partido Popular, Mercedes Celeste, comunica que votarán en contra de esta propuesta.[15][16]

- El 25 de octubre de 2022, se aprueba en el pleno del ayuntamiento de Palma de Mallorca (con el 70% de los votos), que la Biblioteca Municipal del Molinar pase a llamarse Biblioteca Municipal Aurora Picornell.[17]